# Theodoros II Palaiologos
Theodoros II Palaiologos, född 1396, död 1448, var en bysantinsk prins och regerande despot av Morea 1407–1443.
Han var son till kejsar Manuel II Palaiologos och Helena Dragaš och bror till Konstantin XI Palaiologos, den siste bysantinske kejsaren.